# بوچوتا
بوچوتا (به مجاری:  Bucsuta) یک شهرداری در مجارستان است که در زالا واقع شده‌است. بوچوتا ۱۶٫۱۹ کیلومتر مربع مساحت و ۲۵۸ نفر جمعیت دارد.